# ویکتور لانو
ویکتور لانو (فرانسوی: Victor Lanoux‎؛ ۱۸ ژوئن ۱۹۳۶ – ۴ مهٔ ۲۰۱۷) هنرپیشه اهل فرانسه بود. وی از سال ۱۹۶۱ میلادی تا سال ۲۰۱۷ مشغول فعالیت بود.
از فیلم‌ها یا برنامه‌های تلویزیونی که وی در آن نقش داشته است می‌توان به پسرخاله غذا، سگ‌ها و دو مرد در شهر اشاره کرد.
وی در چهارم مه ۲۰۱۷ پس از ۸۰ سال و ۳۲۰ روز زندگی درگذشت.